# Ziya Gökalp

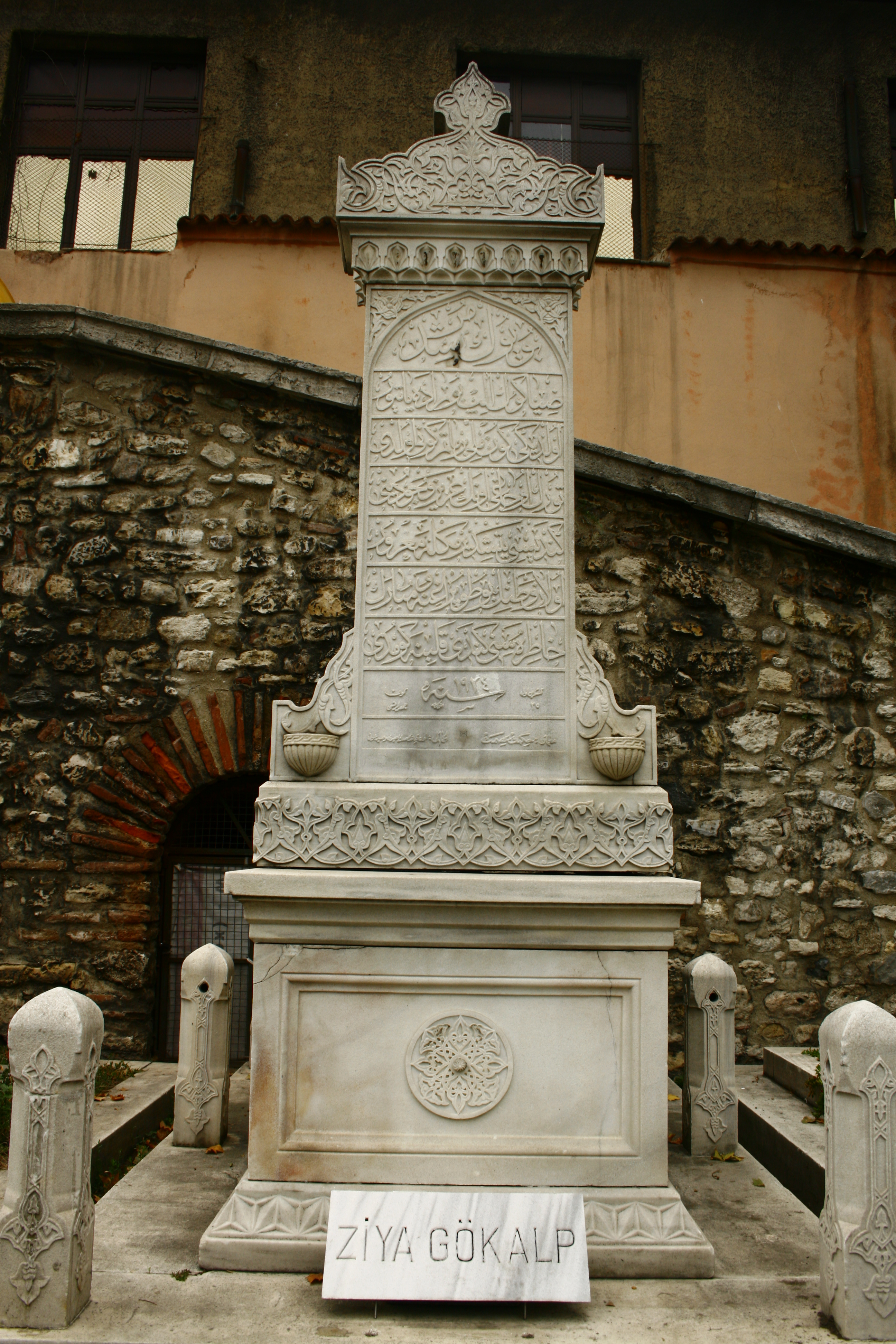
Tombe de Ziya Gökalp à Istanbul.

Ziya Gökalp, né Mehmet Ziya le 23 mars 1876 à Çermik dans la région de Diyarbakır et mort le 25 octobre 1924 à Istanbul, est un sociologue, écrivain et poète turc. « Gökalp », adopté après la révolution des Jeunes-Turcs en 1908, signifie « Héros bleu » ou « Héros du Ciel ».

## Biographie
Professeur de sociologie à l'université d'Istanbul, il fut le promoteur du « pantouranisme », qu'il concevait (sauf dans deux écrits mineurs, l'un publié en 1914, dans le contexte de flambée patriotique suivant la déclaration de guerre, l'autre en 1918, alors que l'Empire russe s'était effondré), comme une union culturelle plutôt que politique — en tout cas pour sa génération. Gökalp définissait la nation par la langue et la culture, à laquelle pouvait s'ajouter la religion ; en revanche, à l'inverse, il rejetait les définitions racistes et exclusivistes.
Il inspira la politique du laik (« laïcisation de la société ») de Mustafa Kemal Atatürk. Il désirait faire de l'islam une « culture éthique rationaliste et scientifique ».

## Œuvres
- Principes de turcité
- Histoire de la civilisation turque
- Kızılelma (recueil de poèmes)
- Turcité, islamité et modernité
- Histoire des tribus kurdes.